# رندال کرمر
سر ویلیام رندال کرمر (انگلیسی: Sir William Randal Cremer؛ ۱۸ مارس ۱۸۲۸ – ۲۲ ژوئیه ۱۹۰۸) یک سیاست‌مدار اهل بریتانیا و عضو لیبرال پارلمان بریتانیا بود.
وی همچنین برنده جوایزی همچون جایزه صلح نوبل شده‌است.

## آثار
- Nobel Committee information on 1903 Peace Prize بایگانی‌شده  در ۲۴ اوت ۲۰۰۴ توسط Wayback Machine
- About Sir Randal Cremer
- The Hugh & Helene Schonfield World Service Trust
- Link to article about Cremer by Simon Hall-Raleigh in Journal of Liberal History, Issue 9, December 1995
- EVANS, H: Sir Randal Cremer: his life and work. T. Fisher Unwin, 1909.